# Помаре (династия)
Помаре (фр. Pomare) — королевская династия, правившая в Королевстве Таити, Королевстве Бора-Бора.

## История
Первым королем из династии Помаре был Помаре I. Он был вторым сыном одного из вождей острова Таити Теу Тунуиэаитеатуа и его жены, Тетупаиа-и-Хауири. С помощью мятежников с «Баунти» Помаре I в 1790 году упрочил своё положение на Таити и победил других вождей. К 1797 году Помаре почти завершили объединение Таити. Их власти покорились почти все области Таити-нуи и Таити-ити, а также соседние мелкие острова Эймео, Мотеа, Тетуароа. В 1812 году Помаре II принял христианство (официальное крещение состоялось в 1819 году), Став христианином, Помаре запретил на острове поклонение языческим богам и приказал разрушить местные мараэ. Кроме того, он издал свод законов, запрещавший полигамию, человеческие жертвоприношения и детоубийство. В 1824 году королева Таити Помаре IV вышла замуж за Тапоа II, правителя острова Бора-Бора. Бесплодный Тапоа избрал себе наследником дочь Помаре IV от второго брака Териимаеваруа II. В свою очередь бесплодная королева Бора-Бора Териимаеваруа II своим наследником сделала дочь таитянского принца Таматуа II Териимаеваруа III. 29 июня 1880 году последний король острова Таити Помаре V передал всю полноту своей власти французской администрации, таким образом остров Таити перестал быть протекторатом и стал колонией Франции.
В 1895 году по требованию правительства Франции королева Бора-Бора Териимаеваруа III отреклась от престола и острова Бора-Бора стали колонией Франции.